# Dolné Branné
Dolné Branné este o arie protejată (arie specială de conservare — SAC, sit de importanță comunitară — SCI) din Slovacia întinsă pe o suprafață de 1,34 ha, integral pe uscat.

## Localizare
Centrul sitului Dolné Branné este situat la coordonatele 49°01′26″N 18°04′48″E / 49.023889°N 18.08°E.

## Înființare
Situl Dolné Branné a fost declarat sit de importanță comunitară în octombrie 2011 pentru a proteja 8 specii de animale. Situl a fost protejat și ca arie specială de conservare în august 2011.

## Biodiversitate
Situată în ecoregiunea alpină, aria protejată conține 4 habitate naturale: Mlaștini alcaline, Izvoare petrifiante cu formare de travertin (Cratoneurion), Liziere de ierburi înalte hidrofile de câmpie și de nivel montan până la alpin, Pajiști uscate seminaturale și facies de acoperire cu tufișuri pe substraturi calcaroase (Festuco-Brometalia) (* situri importante pentru orhidee).
La baza desemnării sitului se află mai multe specii protejate:
- păsări (6): fâsă de pădure (Anthus trivialis), cristeiul de câmp (Crex crex), măcăleandru (Erithacus rubecula), cinteză (Fringilla coelebs), pănțărușul (Troglodytes troglodytes), sturz-cântător (Turdus philomelos)
- amfibieni (1): izvoraș-cu-burta-galbenă (Bombina variegata)
- nevertebrate (1): Vertigo moulinsiana

Pe lângă speciile protejate, pe teritoriul sitului au mai fost identificate 6 specii de plante.